# Kanton Morée
Morée is een voormalig kanton van het Franse departement Loir-et-Cher. Het kanton maakte deel uit van het arrondissement Vendôme tot het op 22 maart 2015 werd opgeheven en geheel werd opgenomen in het op die dag gevormde kanton Le Perche.

## Gemeenten
Het kanton Morée omvatte de volgende gemeenten:
- Brévainville
- Busloup
- Danzé
- Fréteval
- Lignières
- Lisle
- Morée (hoofdplaats)
- Pezou
- Rahart
- Saint-Firmin-des-Prés
- Saint-Hilaire-la-Gravelle
- Saint-Jean-Froidmentel
- La Ville-aux-Clercs